# おれはさびしくなるよ
「おれはさびしくなるよ」（原題： You're Gonna Make Me Lonesome When You Go）は、ボブ・ディランの15枚目のスタジオ･アルバム『血の轍』に収録された楽曲。

## カバー･バージョン
- ベン ワット - 1983年に発表されたデビューアルバム『ノース・マリン・ドライヴ』に収録。
- エルヴィス・コステロ - 1995年に発表されたアルバム『コジャック・ヴァラエティ』の再発版(2004年)にボーナス･ディスクとして収録。
- マデリン・ペルー - 2004年に発表されたアルバム『ケアレス・ラヴ』に収録。
- ショーン・コルヴィン - 2005年に発表されたアルバム 『カバー・ガール』に収録。